# 穆家善
穆家善（1961年- ），江苏省连云港市赣榆县人。旅美著名画家。江苏省赣榆高级中学1979届校友。号“青口山人”。

## 人物履历
七岁起受祖父影响，入门书画，师从中国画大师陈大羽教授（齐白石弟子），又经范扬引荐拜师著名人物画家范曾教授研学。1983年考入南京艺术学院，1991年开始攻读南京艺术学院中国画硕士研究生课程。 
1995年，赴美讲学。1998年，在陈香梅和中国驻美使馆资助，联合48位亚洲著名艺术家，共同创办美国亚太艺术研究院。陈香梅任董事局主席、张仃教授（中国国徽设计者、原中央工艺美术学院院长）为名誉院长，穆家善为首任院长。。

## 荣誉奖项
美国亚太艺术研究院院长、蒙哥马利学院中国画兼职教授、上海戏剧学院客座教授、上海大学艺术研究院兼职教授、上海大学数码艺术学院客座教授、厦门大学艺术学院客座教授、英国剑桥国际名人传记中心和美国传记研究院终身艺术顾问、美国美术考级评审委员会主席、《中国艺术收藏年鉴》、《中国书画三十年史志》、《水墨画名家经典》国际编委。